# Ignacio Allende, Centla
Ignacio Allende är en ort i Mexiko.   Den ligger i kommunen Centla och delstaten Tabasco, i den sydöstra delen av landet, 700 km öster om huvudstaden Mexico City. Ignacio Allende ligger 3 meter över havet och antalet invånare är 3 408.
Terrängen runt Ignacio Allende är mycket platt. Runt Ignacio Allende är det ganska glesbefolkat, med 32 invånare per kvadratkilometer. Ignacio Allende är det största samhället i trakten. Trakten runt Ignacio Allende består till största delen av jordbruksmark.